# 原俄国驻天津领事馆
原俄国驻天津领事馆是二十世纪初原沙俄政府驻天津的领事馆，俄国驻天津领事馆原由俄国商人开办的萨宝石洋行代办。后于清光绪28年〔1902年〕至29年〔1903年〕期间，在当时的天津俄租界（今河东区十一经路88号）新建领事馆。该建筑目前为重点保护等级历史风貌建筑和天津市文物保护单位。

## 建筑
原俄国驻天津领事馆占地面积714平方米，为方形二层砖木结构仿中世纪俄式楼房，外立面为混水墙面，顶部设计为瓦屋面坡顶。建筑平面呈凹字型，正立面朝海河，侧立面临十一经路和大光明桥。建筑主入口、侧入口设有拱券门，门上有挑梁支撑的阳台，窗户设有三角形、一字形石窗楣。建筑首层的窗台、窗套及角柱等均为石材砌筑，墙面粘贴有黄色瓷砖。在多年的使用过程中，建筑外檐有所毁坏和破损。其中，外檐的石材被粉刷上涂料，瓷砖部分有些损坏和脱落。另外，领事馆对面还建有73亩的俄国公园，园内修建了马球场、游泳池和天津圣母帡幪堂。

## 历史

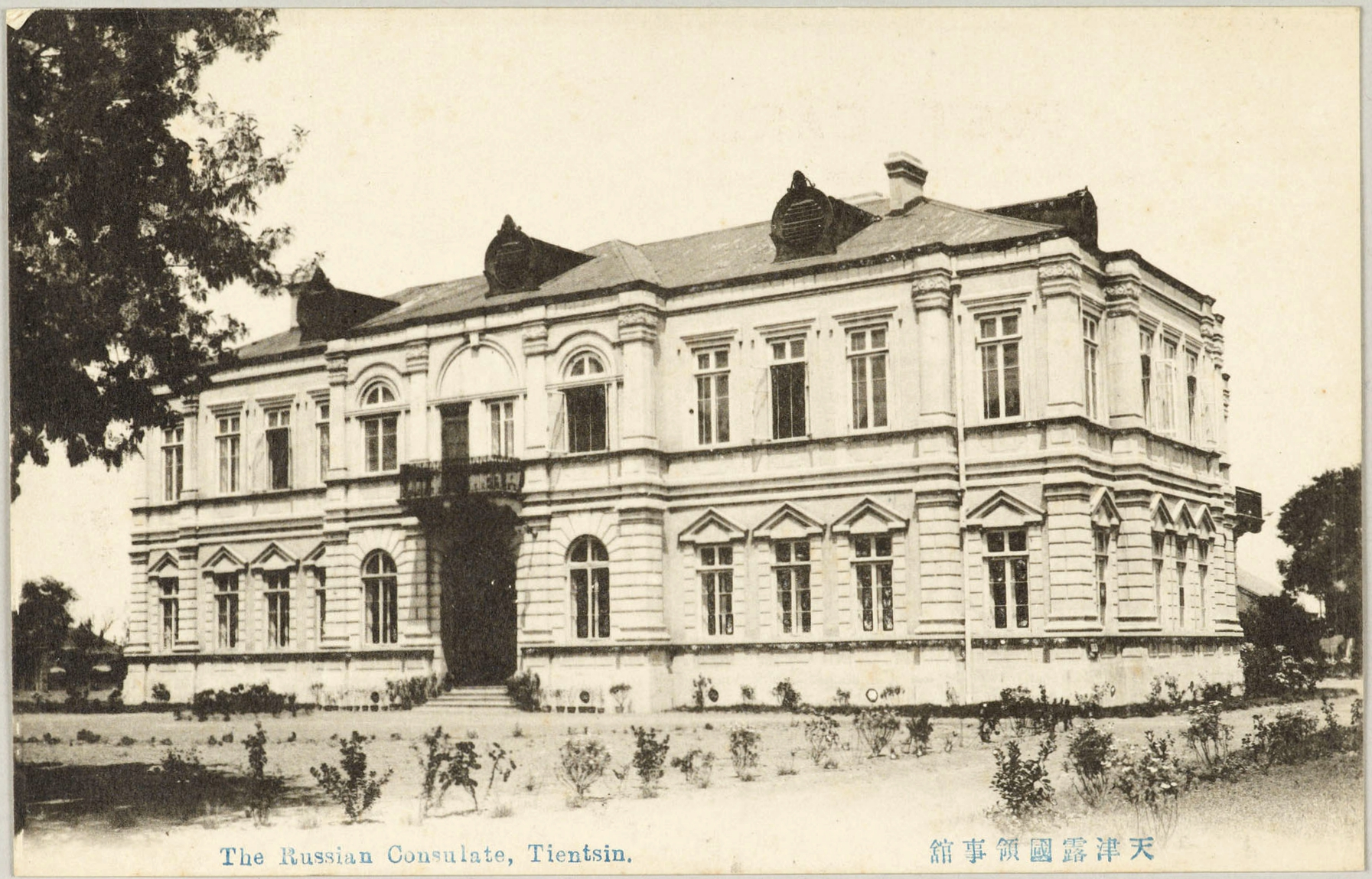
俄国驻天津领事馆旧影

1902年至1903年期间，原沙俄政府在天津俄租界海河渡口附近修建了驻天津领事馆。1917年俄国十月革命后，俄国驻天津领事馆改为苏联驻天津总领事馆。1924年，苏联政府放弃天津俄租界权力，苏俄驻天津总领事馆另作别用。1942年，原址成为日本海关办事机构。中华人民共和国成立后，原址被辟为天津市人民政府直属招待所。1983年，因为领事馆前的十一经路因修建大光明桥时被拓宽，所以该址前院被占用。2008年，北京奥运会举办前夕的迎奥运环境综合整修工程中，由天津市人民政府拨款并按照“修旧如故”的原则对原俄国驻天津领事馆的建筑外檐进行了整修并恢复了原貌。目前，现址由天津市乡镇企业管理局使用。